# 10Base-F
10Base-F је прва варијанта етернета изведена за рад на 10Mb/s на оптичким кабловима. Код система претходних система на неоклопљеним упреденим парицама и коаксијалним кабловима постојале су тешкоће преноса информација на веће удаљености. 10BaseF етернет је систем управо намењен за функцију окоснице међу мрежама и дистрибуције података на већим удаљеностима, док је његова максимална дужина до разводника моггла бити и до 2000m.
Стандард 10Base-F подразумева три типа повезивања мрежа:
- стандард дефинише систем који се користио као окосница мреже, омогућавао је постизање већег дијаметра мреже тако што би се више сегмената редно везало репетиторима. Предвиђено је да се користи само за повезивање разводника на окосници мреже. Систем није широко прихваћен, првих година након објављивања стандарда опрема је била доступна од само неколицине произвођача.
- стандард дефинише сет спецификација за пасивни фибер оптички разделник. Систем је базиран на пасивном оптичком уређају који има функцију делитеља, механичког уређаја који повезује станице у топологију звезде. По спецификацијама, сегмент кабла до разделника је могао да буде дугачак до 500m, док је један уређај могао да подржи до 33 рачунара. Овај стандард није прихваћен од стране произвођача, опрема базирана на њему не постоји.
- стандард је предвиђен да замени старији FOIRL систем. Сегмент је могао бити дужине до 2.000 m, повезивао је рачунаре, репетироре или рачунар са улазом на репетитору. Овај стандард је најкоришћенији од 10Base-F стандарда, опрему која га је подржавала производио је велик број произвођача.